# ズ盤
『ズ盤』（ズばん）は、ウルフルズ3枚目のセルフカバー・アルバム。2022年3月23日発売。発売元はJVCケンウッド・ビクターエンタテインメント（現：ビクターエンタテインメント〈二代目〉）。

## 概要
メジャー・デビュー30周年を2022年に控え、『ウル盤』『フル盤』に続く全30曲セルフカバー・アルバムの第三弾。「フルえるような ウルフルズ興奮の名曲選」がコンセプト。
Blu-ray付初回限定盤、DVD付初回限定盤には、オリジナル・ムービー「ウルフルズ30周年プレ・イヤー 2021-2022お宝探しの旅」、フル盤 ザ・ムービー「稲川淳二のフルえる話」 ディレクターズカットver.、「タタカエブリバディ (demo ver.)」完全版がBlu-rayとDVD用に再編集されて同梱。

## 収録曲

### CD
1. ガッツだぜ!!(V)
2. 借金大王(V)
3. 歌(V)
4. 愛してる (V)
5. あそぼう(V)
6. 年齢不詳の妙な女(V)
7. 相愛(V)
8. 僕の人生の今は何章目ぐらいだろう(V)
9. タタカエブリバディ
10. ええねん(V)

### Blu-ray・DVD
1. ウルフルズ30周年プレ・イヤー 2021-2022お宝探しの旅
2. フル盤 ザ・ムービー『稲川淳二のフルえる話』 ディレクターズカットver.
3. タタカエブリバディ (demo ver.)

## アルバムからのタイアップ曲
- タタカエブリバディ - ダイハツ工業『ハイゼット カーゴ&ハイゼット トラック』CMソング